# Marvast
Marvast (persiska: مروست) är en ort i Iran.   Den ligger i provinsen Yazd, i den centrala delen av landet, 600 km söder om huvudstaden Teheran. Marvast ligger 1 540 meter över havet och antalet invånare är 7 585.
Terrängen runt Marvast är en högslätt.Runt Marvast är det glesbefolkat, med 8 invånare per kvadratkilometer. Marvast är det största samhället i trakten. Trakten runt Marvast är ofruktbar med lite eller ingen växtlighet.